# Christa Lichtenstern
Christa Lichtenstern (* 1943 in Berlin) ist eine deutsche Kunsthistorikerin und emeritierte Hochschullehrerin.

## Werdegang
Christa Lichtenstern studierte von 1966 bis 1976 Kunstgeschichte, Archäologie und Germanistik an den Universitäten Marburg, Frankfurt am Main, Heidelberg und der Paris Ecole des Hautes Etudes. Begleitend zum Studium war sie 1968 Mitarbeiterin am Archiv für Bildende Kunst im Germanischen Nationalmuseum in Nürnberg. Schon während des Studiums interessierte sie sich besonders für die Werke von Bildhauern und besuchte zum Beispiel Henry Moore mehrfach in seinem Atelier. Von 1973 bis 1998 lebte sie in Frankfurt am Main. Dort wurde sie 1976 mit einer Dissertation über den russisch-französischen Bildhauer Ossip Zadkine (1890–1967) promoviert.
Von 1979 bis 1981 war sie wissenschaftliche Assistentin an der Universität Frankfurt am Main und habilitierte sich 1986 an der Universität Bonn. Es folgten 1986 und 1987 Gastprofessuren an den Universitäten von Gießen und Kassel. Von 1987 bis 1998 war Christa Lichtenstern Professorin für Kunstgeschichte an der Philipps-Universität Marburg und
von 1998 bis 2008 Direktorin des Kunstgeschichtlichen Instituts der Universität des Saarlandes in Saarbrücken.
Seit 2000 ist sie korrespondierendes Mitglied an der Bayerischen Akademie der Schönen Künste in München.
Ihre Mutter war die Lektorin Eva Maria Lichtenstern, geb. Mankiewicz (1915–1969), die später unter den Initialen EMD bei der FAZ als Redakteurin verantwortlich für die „Schönen Künste“ war. Ihr Stiefvater war der Maler und Kunstschriftsteller Heinz Demisch. In seinen letzten fünf Lebensjahren war Christa Lichtenstern die Lebenspartnerin des Bildhauers Emil Cimiotti (1927–2019). Christa Lichtenstern lebt und arbeitet seit 2008 wieder in Berlin.

## Werk
Im Vordergrund ihrer Arbeiten steht die Beschäftigung mit der internationalen Skulptur des 20. Jahrhunderts. In der Malerei und Zeichnung interessieren sie vorwiegend Künstler des Surrealismus, des Informel und der Abstraktion in der Zeit nach 1945.
Außerdem standen Vergleiche zur Literatur (Goethe, Schiller, Hölderlin, Novalis),
zur Sprache und zur Musik im Zentrum.

## Veröffentlichungen (Auswahl)
- Ossip Zadkine (1890–1967): der Bildhauer und seine Ikonographie, Mann, Berlin 1980. ISBN 3-7861-1151-0.
- Metamorphose. Vom Mythos zum Prozeßdenken. Ovid-Rezeption. Surrealistische Ästhetik. Verwandlungsthematik der Nachkriegskunst. Wiley-VCH Verlag, 1992. ISBN 3-527-17764-7.
- Henry Moore. Zweiteilig Liegende I. Landschaft wird Figur. Insel-Taschenbuch 1612, Frankfurt a. M. [u. a.]: Insel-Verlag, 1994. ISBN 3-458-33312-6.
- Annemarie Avramidis. München: Hirmer, 2004. ISBN 3-7774-2125-1.
- Henry Moore. Werk, Theorie, Wirkung. München [u. a.]: Deutscher Kunstverlag, 2008. ISBN 978-3-422-06717-2.
- Farbe und Imagination. Heinz Demisch, Maler und Schriftsteller. Baden-Baden: aga press, 2016. ISBN 978-3-945364-05-5.

Als Mitherausgeberin:
- Johannes Itten und die Moderne. Beiträge eines wissenschaftlichen Symposiums. Hatje Cantz, Ostfildern-Ruit 2003, ISBN 3-7757-1224-0.
- mit Wolfgang Müller: Das Kunstgeschichtliche Institut der Universität des Saarlandes. Lebensbilder (= Annales Universitatis Saraviensis. Philosophische Fakultäten. Bd. 25). Röhrig Universitätsverlag, St. Ingbert 2006, ISBN 3-86110-412-1.